# Aleasa
Aleasa è un singolo della cantante rumena Alexandra Stan, pubblicato il 26 febbraio 2021 in seguito all'autoeliminazione della cantante dal reality show Survivors Romania.

## Video musicale
Il video musicale è stato pubblicato il 26 febbraio 2021 sul canale YouTube della cantante.
Il video è stato girato e diretto da Lofi Blartisio.

## Tracce
1. Aleasa – 2:54

## Classifiche
Il brano entra nella top 100 (82ª posizione) nella classifica ufficiale della Romania.
Una settimana dopo, il brano sale alla 30ª posizione nella stessa classifica.
Sale, infine, alla 28ª posizione.